# Erdbeben in Nepal 2023
Am 3. November 2023 um 23:47 Uhr Ortszeit ereignete sich ein Erdbeben in Nepal mit Epizentrum in der Provinz Karnali. Verschiedene seismologische Institute gaben als Magnitude Werte zwischen 5,7 und 6,4 an. Mehr als 150 Menschen kamen bei dem Beben ums Leben.

## Tektonischer Hintergrund
Die Seismizität im Himalaya ist Resultat der Konvergenz von Indischer und Eurasischer Platte. Diese beiden Kontinentalplatten bewegen sich mit einer Geschwindigkeit von 40 bis 50 Millimeter pro Jahr aufeinander zu, wobei sich die Indische Platte unter die Eurasische schiebt. Die dadurch verursachten Spannungen lösen immer wieder Erdbeben aus, weshalb die Region zu den erdbebengefährdetsten der Welt zählt. Bei dem Beben 2015 kamen fast 9000 Menschen ums Leben und Hunderttausende Häuser stürzten ein. Zuletzt hatte sich am 3. Oktober 2023 ein Schadensbeben in Nepal ereignet. Sein Epizentrum lag im Distrikt Bajhang, etwa 115 Kilometer nordwestlich von jenem des Bebens vom 3. November 2023, und seine Magnitude betrug 5,7 MW. Dabei kam ein Mensch ums Leben, 23 wurden verletzt und über 7100 Häuser wurden zerstört oder beschädigt. Die Beben vom Oktober und November 2023 stehen wahrscheinlich in keinem ursächlichen Zusammenhang.

## Erdbeben
Das Erdbeben vom 3. November 2023 hatte sein Epizentrum im Distrikt Jajarkot rund 330 Kilometer westnordwestlich der nepalesischen Hauptstadt Kathmandu. Von verschiedenen Erdbebenwarten wurden voneinander ungewöhnlich stark abweichende Magnituden ermittelt: Laut dem staatlichen seismologischen Institut Nepals (NEMRC) betrug die Magnitude 6,4 ML, die indische Erdbebenwarte (NCS) gibt ebenfalls eine nicht näher spezifizierte Magnitude von 6,4 an. Dagegen ermittelte das United States Geological Survey (USGS) eine Momenten-Magnitude von 5,7 MW und das Deutsche GeoForschungsZentrum (GFZ) eine Momenten-Magnitude von 5,8 MW. Eine Herdtiefe wurde vom NEMRC nicht veröffentlicht, USGS gibt 32,6 Kilometer an, GFZ 14 Kilometer und NCS 10 Kilometer. Die Erschütterungen des Bebens waren noch im 500 Kilometer entfernten Neu-Delhi zu spüren.
In den ersten fünf Tagen nach dem Beben wurden mehr als 460 Nachbeben registriert. Das stärkste Nachbeben ereignete sich am 6. November 2023 um 16:31 Uhr Ortszeit mit Magnitude 5,3 mb (USGS) bzw. 5,8 ML (NEMRC).

## Opfer und Schäden
Bei dem Erdbeben kamen 154 Menschen ums Leben, 101 davon im Distrikt Jajarkot, 53 im benachbarten Distrikt Rukum West. Mindestens 366 Menschen wurden verletzt. Aus Angst vor Nachbeben verbrachten auch Menschen, deren Häuser nicht eingestürzt sind, die ersten Nächte im Freien. Bei Nachbeben am 6. November wurden 16 Menschen verletzt.
Das Erdbeben ereignete sich kurz vor Mitternacht und überraschte viele Menschen im Schlaf. Ein weiterer Grund für die hohe Opferzahl waren alte, mit Stein und Lehm erbauten Häuser. Schätzungen zufolge entspricht nur etwa jedes fünfte Gebäude in Nepal den nach 2015 eingeführten Vorschriften für erdbebensicheres Bauen. Bei dem Beben wurden circa 62.000 Häuser beschädigt, 26.500 davon sind eingestürzt. Auch Brücken und Straßen wurden beschädigt, Straßen wurden zudem von Erdrutschen blockiert. Die Stromversorgung fiel teilweise aus. 898 Schulen wurden beschädigt, 294 davon irreparabel.
Die Situation der obdachlos gewordenen Menschen in den provisorischen Unterkünften ist aufgrund der winterlichen Temperaturen prekär, mindestens 32 kamen aufgrund von kältebedingten Krankheiten ums Leben.